# Biała Podlaska
Biała Podlaska is een stad in de Poolse woiwodschap Lublin. Het is een zelfstandig stadsdistrict. De oppervlakte bedraagt 49,41 km², het inwonertal 58.047 (2005). De stad maakte tot 1795, onderdeel uit van het Litouwse Woiwodschap Brest-Litovsk.

## Geboren
- Apolinary Hartglas (1883-1953), politicus
- Jacek Kaspszyk (1952), dirigent
- Sebastian Szymański (1999), voetballer

Stadsdistricten:
Biała Podlaska · Chełm · Lublin · Zamość

Districten:
Biała Podlaska · Biłgoraj · Chełm · Hrubieszów · Janów Lubelski · Krasnystaw · Kraśnik · Lubartów · Lublin · Łęczna · Łuków · Opole Lubelskie · Parczew · Puławy · Radzyń · Ryki · Świdnik · Tomaszów Lubelski · Włodawa · Zamość